# Helma Neppérus
Helma Neppérus (Ámsterdam, 21 de junio de 1950) es una política neerlandesa que actualmente ocupa un escaño en la Segunda Cámara de los Estados Generales por el Partido Popular por la Libertad y la Democracia (Volkspartij voor Vrijheid en Democratie, VVD).

## Biografía
Neppérus estudió en la Escuela de Periodismo de Utrecht entre 1968 y 1971, y posteriormente Derecho en la Universidad de Leiden. Fue miembro del KSRV Njord y del equipo de remo de Países Bajos. Fue árbitro en los Juegos Olímpicos, mientras que más tarde ocuparía distintos puestos de dirección en el mundo de remo, incluyendo la Federación de Remo Holandesa (KNRB) y la Federación Internacional de Sociedades de Remo.
Ejerció su carrera en la Agencia Tributaria de Países Bajos y en el Ministerio de Hacienda. En 2000 se unió al partido liberal en Voorschoten, mientras que en 2002 asumió un rol en el Ayuntamiento de dicho municipio, llegando a liderar al VVD en tal concejo en 2004. Entre 2005 y 2006 trabajó para la Inspección del Transporte (IVW) del Ministerio de Transporte.
En las elecciones parlamentarias en 2006 ganó un escaño por el VVD, ocupando diversas comisiones al interior de la cámara baja, entre ellos, la Comisión Parlamentaria de Investigación del Sistema Financiero.